# 乌鲁卡尼亚
乌鲁卡尼亚是巴西米纳斯吉拉斯州的一个市镇。总面积139.182平方公里，总人口10203人，人口密度73.3人/平方公里。